# Sofoklís Venizélos
Sofoklís Venizélos (en griego: Σοφοκλής Βενιζέλος) (1894-1964) fue un político griego que sirvió en Grecia tres veces como primer ministro, cinco como vice primer ministro y dos como ministro nacional de defensa. 

## Biografía
Venizélos nació el 3 de noviembre de 1894 en La Canea, Creta (entonces parte del Imperio Otomano; en 1898 se convirtió en un estado autónomo bajo soberanía otomana y la protección de Rusia, Gran Bretaña, Francia e Italia). Fue el segundo hijo del matriomonio entre Elefthérios Venizélos y Maria Katelouzou. Fue hermano del empresario y político Kyriakos Venizelos. 

## Servicio militar
Sofoklis sirvió con distinción en el ejército griego durante la Primera Guerra Mundial y las fases iniciales de la campaña de Asia Menor, alcanzando el grado de capitán de infantería. Dimitió del ejército después de haber sido elegido como miembro del Parlamento por el Partido Liberal de su padre en las elecciones de 1920. 

## Carrera política
En 1941, después de que Grecia estuviera ocupada por las tropas alemanas, fue nombrado embajador en los Estados Unidos, representando al Gobierno griego en el exilio con sede en El Cairo. En 1943, fue nombrado ministro de gobierno, del primer ministro Emmanouil Tsouderos, y fue nombrado primer ministro en 1944. 

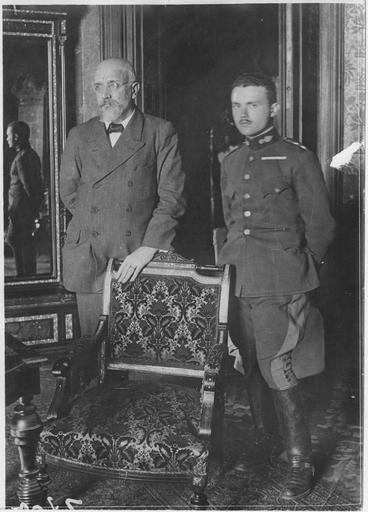
Sofoklis con su padre, Eleftherios Venizelos, hacia 1916

Después del fin de la guerra, volvió de nuevo a Grecia donde fue nombrado vicepresidente del partido liberal, liderado por Themistoklis Sofoulis, y fue ministro del primer Gobierno de posguerra, conducido por Geórgios Papandréou. En 1948 asumió la conducción del partido y fue ministro en una serie de gobiernos liberales de corta duración dirigidos por Papandreou y Nikolaos Plastiras; en dos de estos gobiernos fue también primer ministro. 
En 1954, su larga amistad con Georgios Papandreu se deterioró, y Venizelos formó el Partido Democrático Liberal. Las diferencias se resolvieron en 1958, y en 1961 fundó junto con Papandreou el partido Unión del Centro, al que sirvió hasta su muerte en 1964. 
El 6 de febrero de 1964, durante la noche, Venizelos ofreció un discurso electoral en La Canea, donde comenzó a sentirse mal, aunque logró sobreponerse. Posteriormente abordó el barco de pasajeros SS Hellas en el mar Egeo, en ruta desde La Canea hacia El Pireo o Siros. En su cabina, sufrió molestias y dificultad para respirar. Su médico diagnosticó edema pulmonar agudo. 

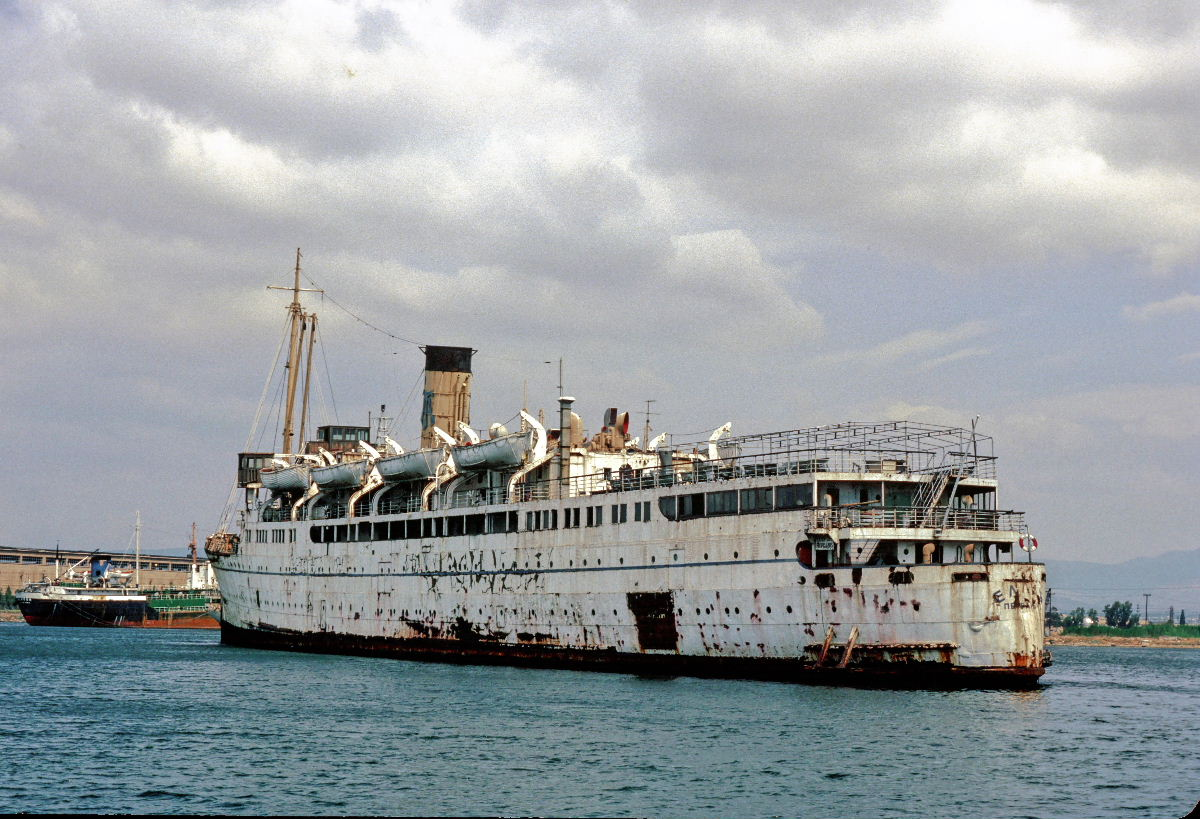
SS Hellas en 1986

Venizélos falleció a la 01:05 del 7 de febrero. El barco regresó a Suda. Su funeral se celebró el domingo 9 de febrero en La Canea, en presencia del príncipe heredero Constantino II (quien representó al enfermo rey Pablo I), el primer ministro Ioannis Paraskevopoulos, Georgios Papandreou, Panagiotis Kanellopoulos, Spyros Markezinis y Nicolas Kitsikis. 
Venizélos fue enterrado junto a su padre, Eleftherios Venizelos, en la isla de Creta.

## Participación en Bridge
Venizélos fue un jugador de bridge "de talla internacional" durante la década de 1930, mientras vivía en un exilio voluntario en Francia. Representó a Francia en el Campeonato Europeo de la IBL (posteriormente integrado en la historia de los actuales campeonatos de la Liga Europea de Bridge). Francia ganó el torneo de 1935, y una versión del equipo viajó ese mismo año a la ciudad de Nueva York para un enfrentamiento contra los Four Aces, considerado un "campeonato mundial no oficial", que fue ganado por los Aces.
Según Alan Truscott, Venizelos era el segundo jugador más destacado de Francia en ese periodo, después de Pierre Albarran. Además de competir en equipos nacionales de bridge, ambos formaron parte de un equipo en 1933 que recibió a un cuarteto estadounidense liderado por Ely Culbertson en un largo enfrentamiento de plafond (un precursor francés del bridge que se diferenciaba solo en detalles de puntuación). Los dos equipos jugaron 102 manos, finalizando en empate.
Albarran y Venizelos colaboraron en un libro que reporta y analiza el encuentro:
- Les 102 donnes d'un grand match, por Pierre Albarran, Adrien Aron y Venizelos, con prólogo de Ely Culbertson (Éditions Grasset, 1933), 188 páginas, LCCN 33-38010

Albarran, Aron y Venizelos fueron tres de los seis integrantes del equipo campeón europeo de 1935.

## Vida personal
Durante su vida adulta, junto a su cónyuge Kathleen Zervudachi, tuvo una hija Despina Lascaris Venizelos.
Su esposa Kathleen falleció en 1983 a los 86 años. En su honor, la compañía naviera ANEK Lines nombró uno de sus ferries con su nombre. 